# Praia do Jacaré
Vista do pôr-do-sol no Jacaré
A praia do Jacaré é uma área turística brasileira que faz parte do corredor turístico de Cabedelo, município do estado da Paraíba, O acesso ao balneário é feito pelo km 8 da BR-230.
No livro Evolução histórica da Paraíba do Norte, há uma citação histórica do porquê do nome jacaré:
Próximo à foz [do rio Paraíba], onde o jacaré era fartamente encontrado, dormiam quietamente entrelaçadas, secularmente, árvores gigantescas formando as matas da bocaina, onde os passarinhos saltitavam (...)
A praia também é um local de pesca e de desportos como o remo e a vela. Por ser uma praia fluviomarinha próxima à capital, às vezes fica imprópria para banho.

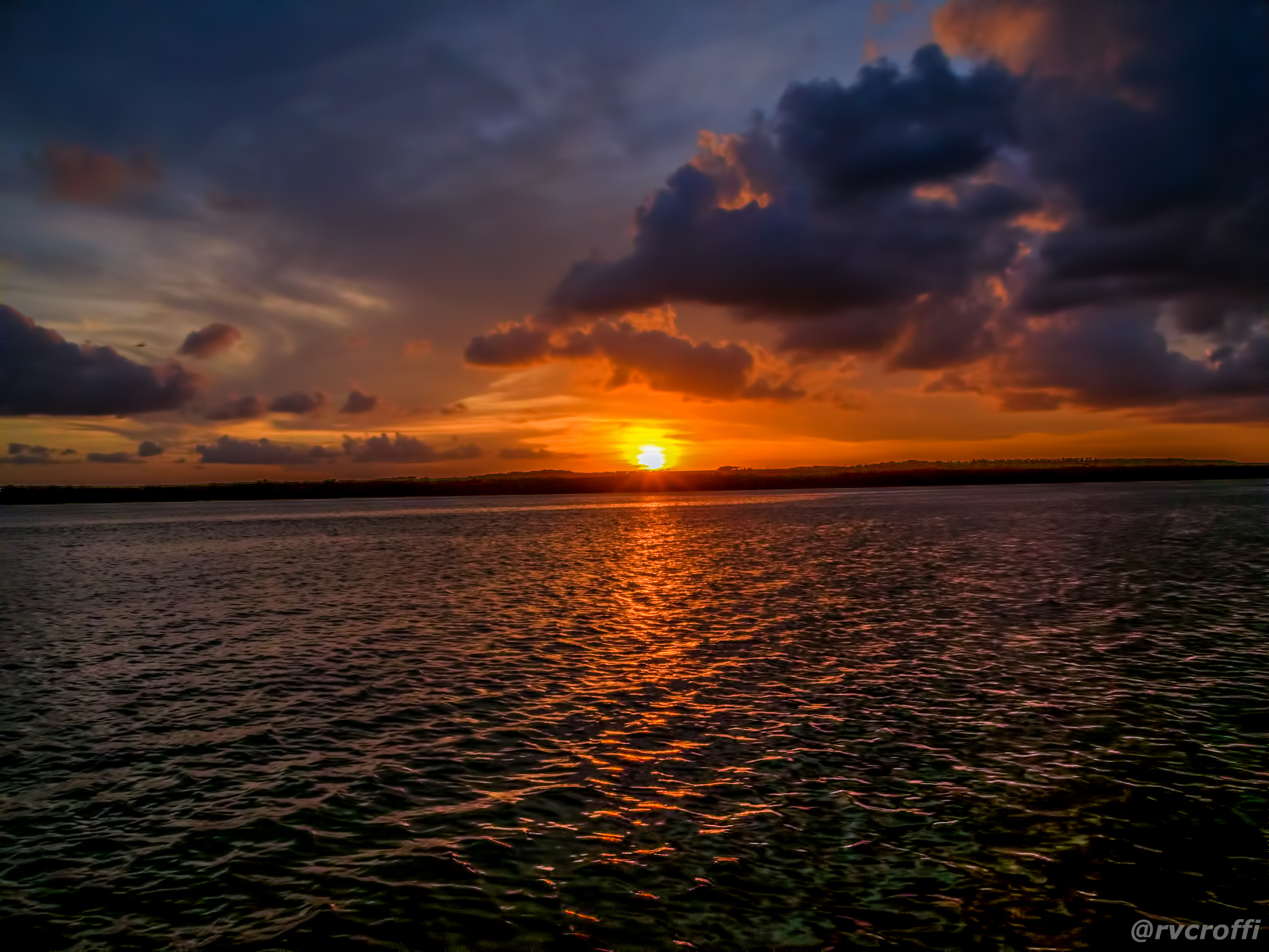
Apresentação do Bolero de Ravel
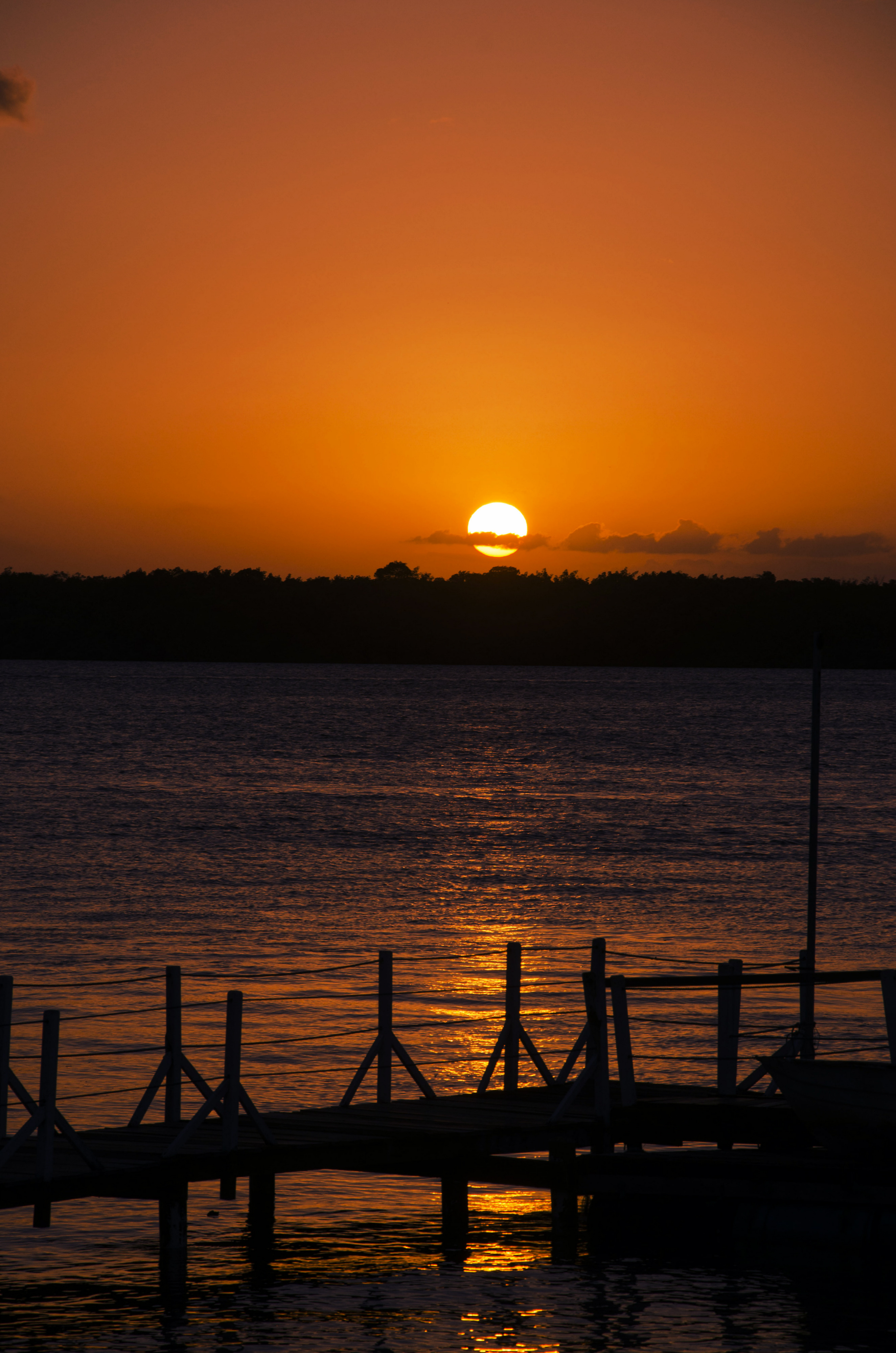
Últimos raios de sol: Jacaré é buscada sobretudo em virtude do seu festejado pôr do sol.
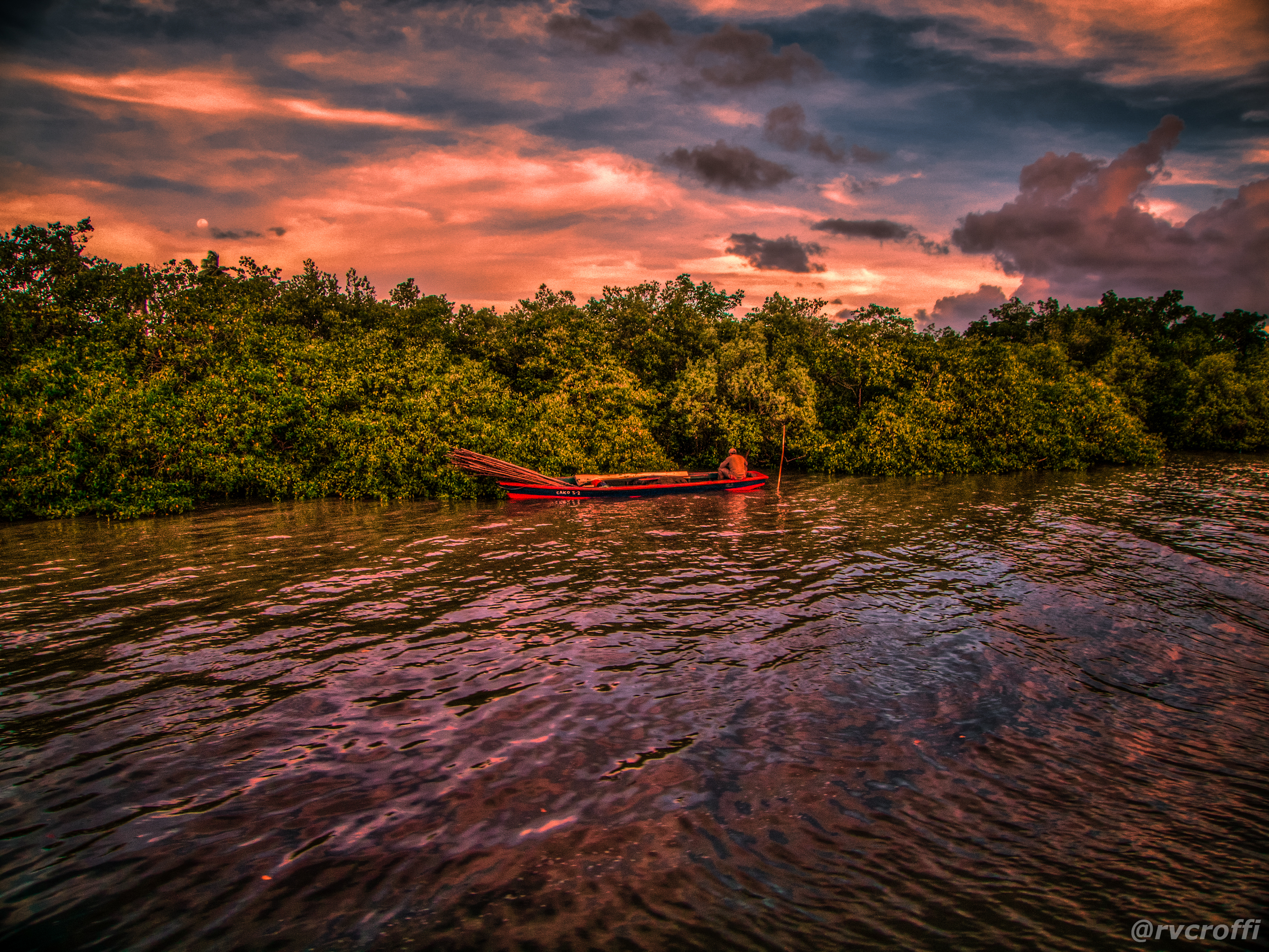
Vista do estuário do rio Paraíba